# Retablo de Ponteranica
El Retablo de Ponteranica es una serie de seis paneles al óleo realizada por Lorenzo Lotto en 1522, por encargo de la Scuola del Corpo di Cristo para la iglesia parroquial de San Vincenzo e Sant'Alessandro de Ponteranica, donde aún se conserva. La parte superior muestra a Cristo resucitado flanqueado por una escena de la Anunciación, mientras que en la parte inferior aparece Juan el Bautista flanqueado por los santos Pedro y Pablo.

## Historia
El retablo, destinado al centro parroquial a la entrada del valle de Val Brembana, fue encargado a Lotto por el Scuolo del Corpo di Cristo, mecenas del altar de la obra. No era fácil encargar obras a Lotto en aquella época, cuando estaba en Bérgamo y sus obras eran muy solicitadas. Sin embargo, el artista conocía a Giovanni Belli, de la organización católica Congregazione della Misericordia Maggiore, por haber firmado un contrato para una obra de taracea, el coro de Santa Maria Maggiore de Bérgamo. Belli también había sido elegido alcalde en la parroquia de Ponteranica el 15 de abril de 1520. Belli había conocido a Lotto durante el encargo de las incrustaciones de Bérgamo, y Lotto había dado trabajo al hijo de Belli, Giuseppe, en su taller. Todas estas conexiones favorecieron el encargo de la serie por parte de Lotto.:19 Giuseppe Belli ayudaría a Lotto incluso en la realización de sus obras posteriores.
El encargo en sí no estaba documentado, pero los trabajos preliminares de carpintería para la estructura de madera del retablo comenzaron en 1518. En 1521, el dorado de la cornisa fue encargado por Pietro de Maffeis di Zogno, quien completó las obras para la Pascua el año anterior. Estos detalles ayudan a confirmar la datación del retablo políptico, una forma algo anticuada para la época, por petición explícita de sus mecenas.
La fecha exacta de finalización de la obra sigue siendo desconocida. Una hipótesis verosímil es que el artista, al terminar en Bérgamo en 1526, entró en contacto con el Scuolo del Corpo di Cristo, quizás aportando otras pinturas sobre tabla. En los años siguientes a la realización de la serie, Lotto se ocupó de otros encargos ciudadanos (como la capilla Suardi en 1524) y de la realización de los dibujos para las incrustaciones de Bérgamo, para luego partir a Venecia en 1527. Tal vez sólo en Venecia, Lotto, inactivo debido a la hostilidad de la cultura oficial de la ciudad, completó el trabajo y envió los últimos planos de la obra.

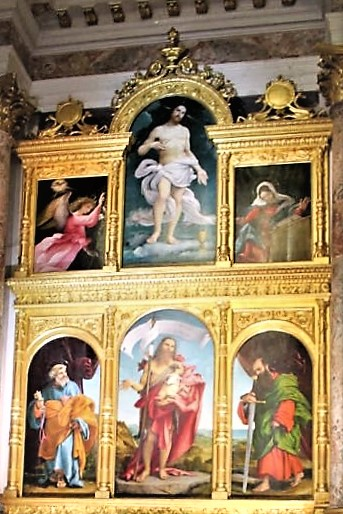
La serie en su nuevo marco.

Durante mucho tiempo se pensó que la parte superior del retablo se hizo después del resto, pero no hay documentación que confirme que al retablo le faltara alguna vez una parte superior, que tendría que ser sustituida. El marco arquitectónico original se perdió en algún momento: La sustitución fue realizada por Giacomo Manzoni a partir de un diseño de Virginio Muzio en 1902. Las dimensiones difieren ligeramente y esto no permite que las pinturas se conecten perfectamente, como en la realización original de Lotto. El panel central en el que se representa a San Juan Bautista era seguramente más bajo, eliminando parte de la piedra sobre la que se colocan los pies del santo; el paisaje de fondo no coincide con las pinturas laterales.

## Descripción y estilo
La serie se compone de seis compartimentos, tres arriba y tres abajo, en un escenario similar al Políptico Averoldi de Tiziano. En la primera fila, se encuentran los siguientes paneles:
- San Pedro, 118 x 57 cm
- San Juan Bautista, 135 x 70 cm
- San Pablo, 118 x 57 cm

En la fila de arriba:

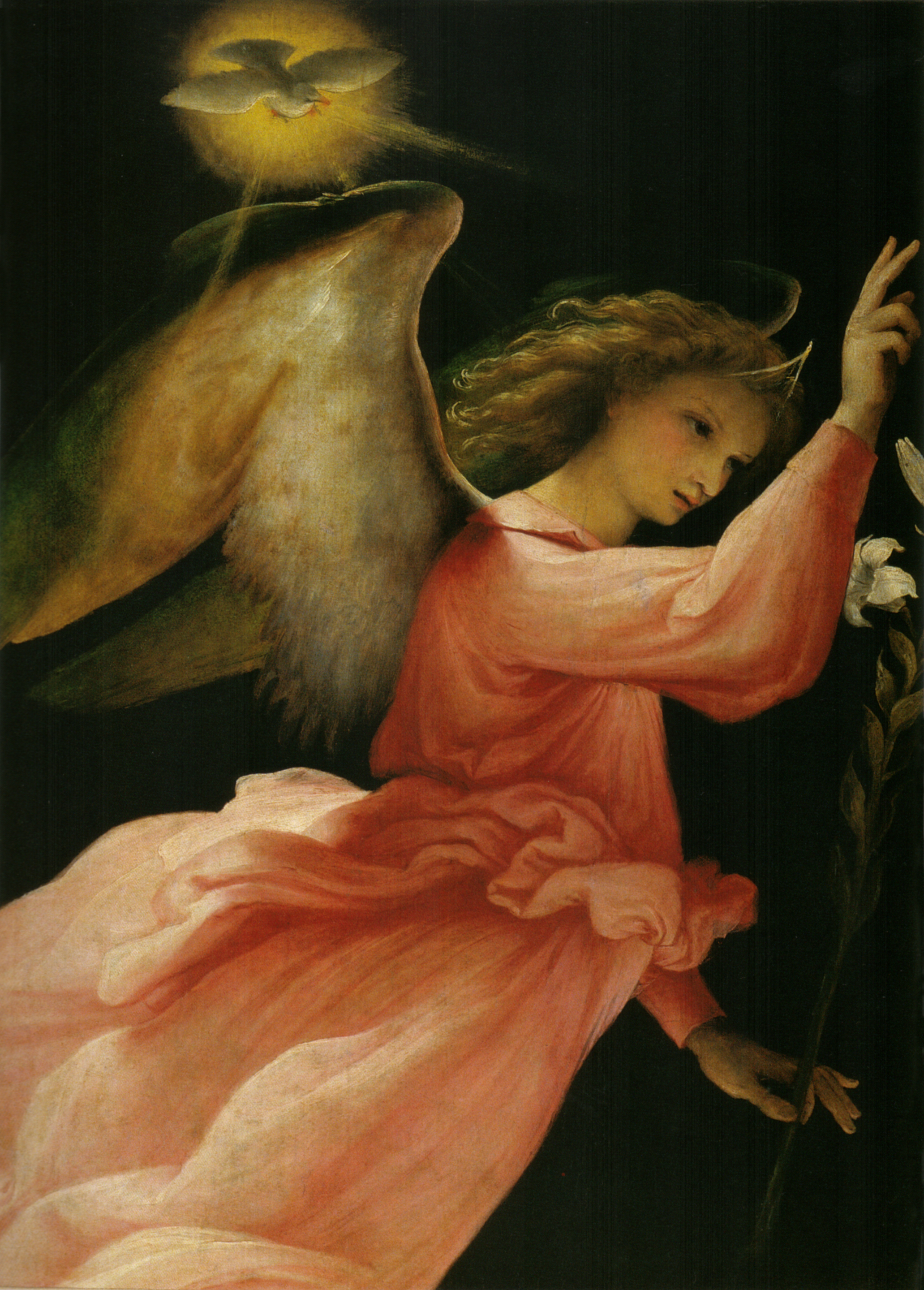
Detalle de El ángel de la serie.

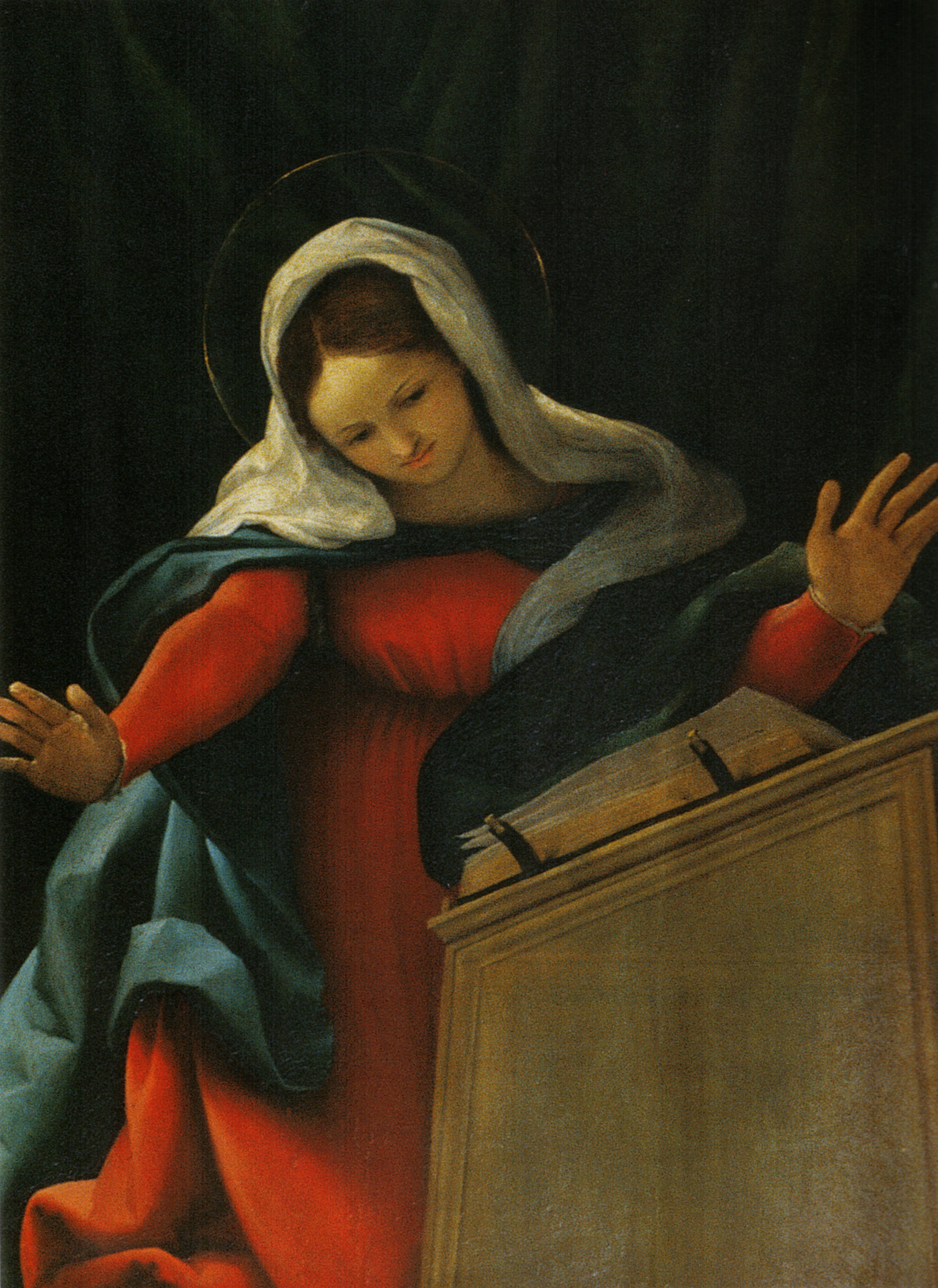
Detalle de la Virgen de la serie.

- Ángel de la Anunciación, 75 x 35 cm
- Cristo Redentor, 135 x 70 cm
- Virgen de la Anunciación, 75 x 35 cm

Juan el Bautista está en el centro de la fila inferior, con dos textos visibles en cartela que lo identifican: "Ego Vox clamantis in deserto/Parate Viam Domini" y "Ecce Agnus Dei". La roca sobre la que está colocado presenta la datación y la firma de Lotto: "L. Lotus / 1522". El último dígito de la fecha termina en una grieta en el panel, lo que provocó durante mucho tiempo la incertidumbre sobre la datación de la obra. La restauración de la serie en 2011 por la Fondazione Creberg reveló el último dígito "2". San Juan sostiene en sus brazos el cordero y extiende su mano derecha hacia San Pedro colocado en el cuadro a su derecha.
Los paneles laterales están unidos espacialmente, con el mismo paisaje y dos cortinas que se abren a los lados. El entablamento original, hoy perdido, habría contribuido a estos efectos de perspectiva. El pesado terciopelo de los cortinajes refleja las influencias de la pintura renacentista bresciana, en particular de Girolamo Savoldo.
El panel central de la fila superior hace referencia explícita a la devoción de los patrocinadores de la serie, la Scuola di Corpo di Cristo. Cristo está de pie sobre una nube y lleva un vaporoso paño blanco, y la sangre de sus heridas se vierte en un cáliz de la Eucaristía. El tipo físico de Cristo es similar al de la Capilla Suardi de Lotto. 
Los paneles laterales de la fila superior representan la Anunciación, dividida en dos y acortada para ser vista desde abajo. Sobre un fondo oscuro, el ángel y la Virgen se recortan por la luz emitida por la paloma del Espíritu Santo.
La serie del políptico termina con una predela que incluye cinco paneles que representan a Cristo resucitado, Cristo en el limbo entre dos ángeles y la aparición de Cristo a sus discípulos. Se atribuyeron a Lotto hasta 1895, cuando se volvieron a atribuir a Giovanni Cariani. La predela no se unió al políptico hasta 1816, cuando pasó a formar parte de un tabernáculo. Tanto Lotto como Cariani habían trabajado en Bérgamo al mismo tiempo, pero realizaron obras muy diferentes.